# Comitas raybaudii
Comitas raybaudii é uma espécie de gastrópode do gênero Comitas, pertencente a família Pseudomelatomidae.